# Nguyễn Khánh
Nguyễn Khánh (ur. 8 listopada 1927, zm. 11 stycznia 2013) – wietnamski polityk, wojskowy, jeden z przywódców Wietnamu Południowego. W latach sześćdziesiątych dwudziestego wieku brał udział w trzech zamachach stanu inspirowanych przez Stany Zjednoczone.

## Życiorys
Urodził się w skromnej rodzinie w północnym Wietnamie. W 1943 roku porzucił szkołę i wstąpił w szeregi Việt Minhu, walczącego o wyzwolenie Wietnamu spod okupacji japońskiej i francuskiej dominacji kolonialnej. Usunięty z Việt Minh za niesubordynację i nielojalność, na krótko wstąpił do armii francuskiej, przed klęską Francuzów w bitwie pod Dien Bien Phu w 1954 roku.
W czasie konferencji genewskiej został bliskim współpracownikiem Ngô Đình Diệma, obejmując wkrótce stanowisko zastępcy jego sztabu. Ngô wychowany w amerykańskiej szkole jako katolik szybko jednak tracił poparcie w zdominowanym przez buddystów południu kraju. W tej sytuacji Nguyễn przyłączył się do grupy spiskowców, która pod wodzą generała Dương Văn Minha odsunęła w 1963 roku Ngô od władzy. Zamachowcom udzielił poparcia rząd amerykański, a zwłaszcza ambasador USA Henry Cabot Lodge, zniecierpliwiony korupcją i nieudolnością Ngô.
Generał Dương objął funkcję szefa sztabu, Nguyễn w nagrodę za pomoc został szefem administracji Dươnga. Porozumienie to przetrwało zaledwie trzy miesiące. W styczniu 1964 roku Nguyễn stanął na czele zamachu, który doprowadził do obalenia Dươnga. Ponownie zamachowcom udzieliły poparcia Stany Zjednoczone, pragnące ustanowienia w Wietnamie Południowym rządów cywilnych. Zgodnie z wolą Amerykanów Nguyễn powołał rząd cywilny, z Najwyższą Radą Narodową na czele. W tym czasie siły Vietcongu umocniły swoją pozycję, wykorzystując spory o władzę południowo-wietnamskich przywódców.
Rząd Nguyễna nie przetrwał długo. W lutym 1965 roku generałowie Nguyễn Cao Kỳ i Nguyễn Văn Thiệu, którzy wcześniej brali udział w obaleniu Dươnga, dokonali zamachu stanu i odsunęli od władzy również Nguyễna. Powierzono mu godność honorowego ambasadora Wietnamu we Francji, co w praktyce oznaczało wygnanie. Nguyễn przeniósł się później do Stanów Zjednoczonych i zamieszkał w luksusowej rezydencji w Palm Beach na Florydzie. W połowie lat osiemdziesiątych Nguyễn dokonał kolejnego zwrotu politycznego w swoim życiu i powrócił do Wietnamu, rządzonego wówczas przez komunistów. Objął tam stanowisko sekretarza generalnego Rady Ministrów.